# Boloria flavescens
Boloria flavescens är en fjärilsart som beskrevs av Barend J. Lempke 1956. Boloria flavescens ingår i släktet Boloria och familjen praktfjärilar. Inga underarter finns listade i Catalogue of Life.